# 皇带鱼科

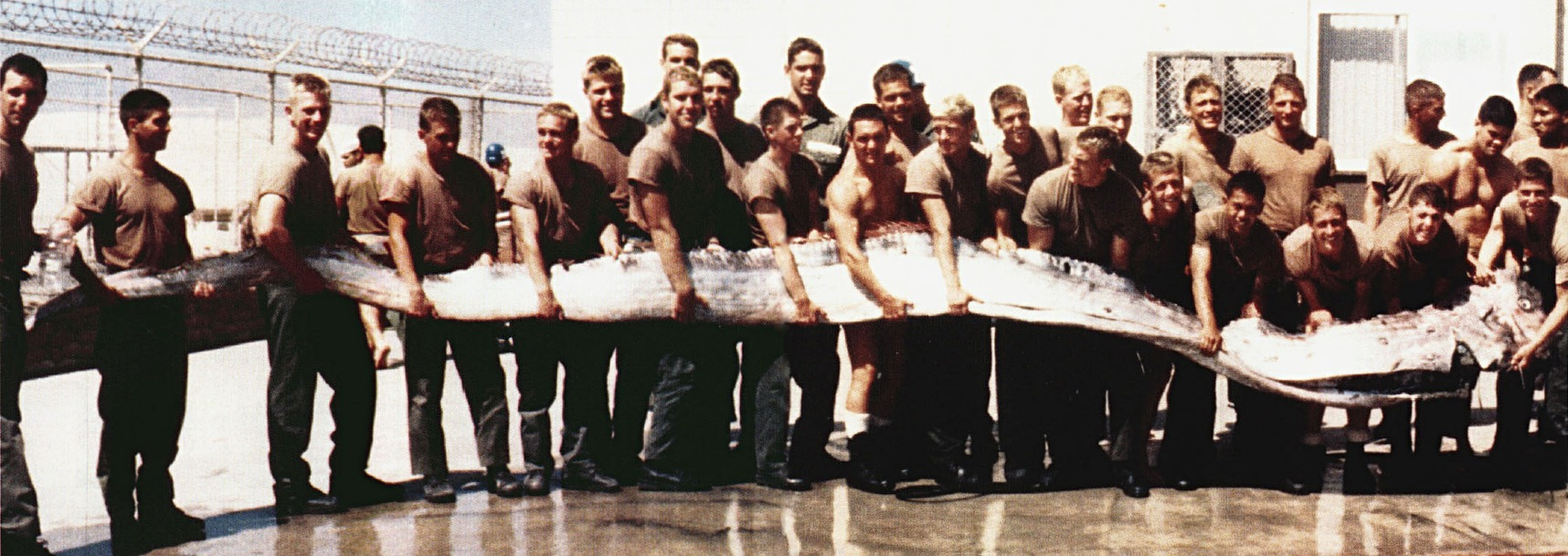
1996年在美國加州靠近聖地牙哥附近海岸捕獲的皇帶魚，長7 m。

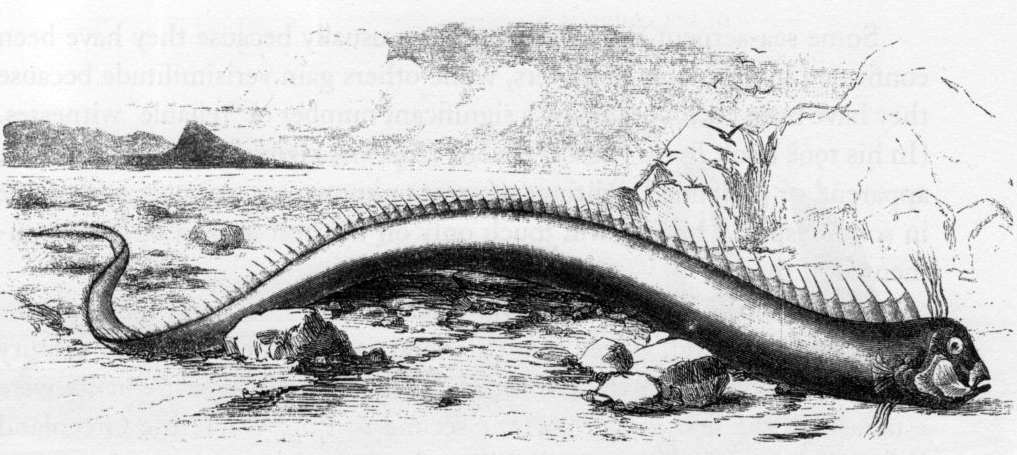
1860年被沖上百慕達沙灘上的皇帶魚，長4.9 m並且最初被形容為一種海蛇。

皇帶魚科（學名：Regalecidae）是輻鳍魚綱月魚目的其中一科，底下有2屬3種。生活於溫帶與熱帶遠洋帶，但並不常見。皇帶魚科中的皇帶魚體長可達11米（36英尺），為最長的硬骨魚，然而其體長仍然短於軟骨魚綱的姥鯊與鯨鯊。因其肉質類似凝膠並腥臭無比，故完全沒有食用、經濟價值。
皇帶魚科的名稱翻譯自其英文名「Regalecidae」，這個詞來自拉丁文的regalis，意思為「王室的」；「帶」字則來自於皇帶魚科物種的帶狀身形。皇帶魚很少被目擊到活體，然而在風暴後其屍體偶爾會被沖刷至岸上，有時候會被誤認為傳說中的大海蛇。

## 分類
皇帶魚科下分2屬3种，如下：
- 皇帶魚屬（Regalecus）
  - 皇帶魚（Regalecus glesne）
  - 勒氏皇帶魚（Regalecus russelii）
- 長體皇帶魚屬（Agrostichthys）
  - 派氏長體皇帶魚（Agrostichthys parkeri）

## 深度
在表層帶至中層帶均有發現活體，然而多半生活於深海，最深可達1,000-（3,300英尺）。偶爾能在表層帶發現活體漂流，但都在發現後不久死亡。皇帶魚在游動時全身挺直，完全僅靠背鰭作波浪狀運動推進，在水流紊亂的表層帶中皇帶魚無法依靠此種方式游動，只能隨波逐流。

## 分布
皇帶魚科推估在全世界均有分布，但由於人類很少發現到活體，這項推估是來自少量的捕獲紀錄以及擱淺上岸的個體紀錄。